# スカイ・アイランド

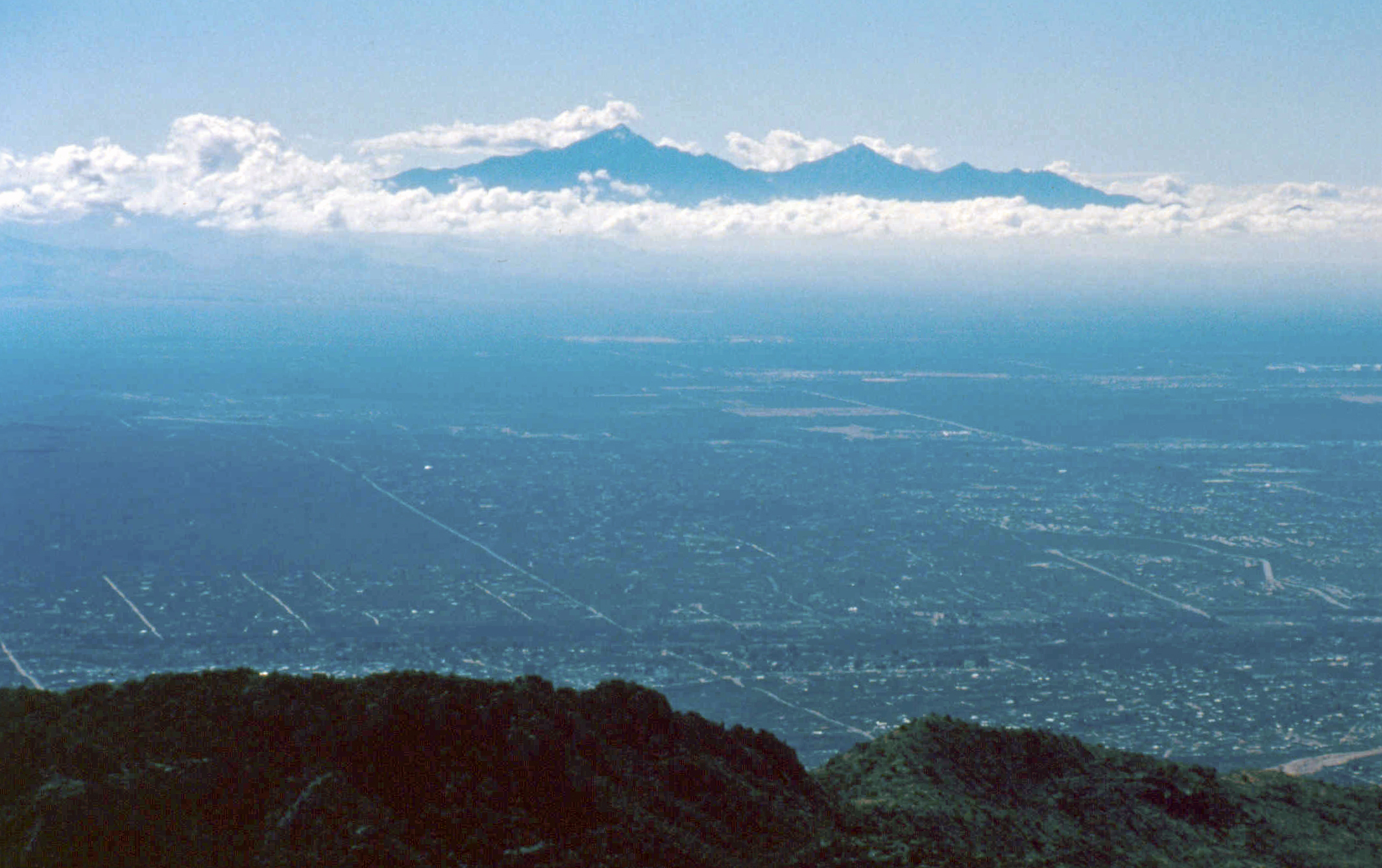
サンタ・カタリナ山脈からツーソン渓谷越しに見たサンタ・リタ山脈の光景。サンタ・リタ山脈は南アリゾナで最も著明なスカイ・アイランドである。

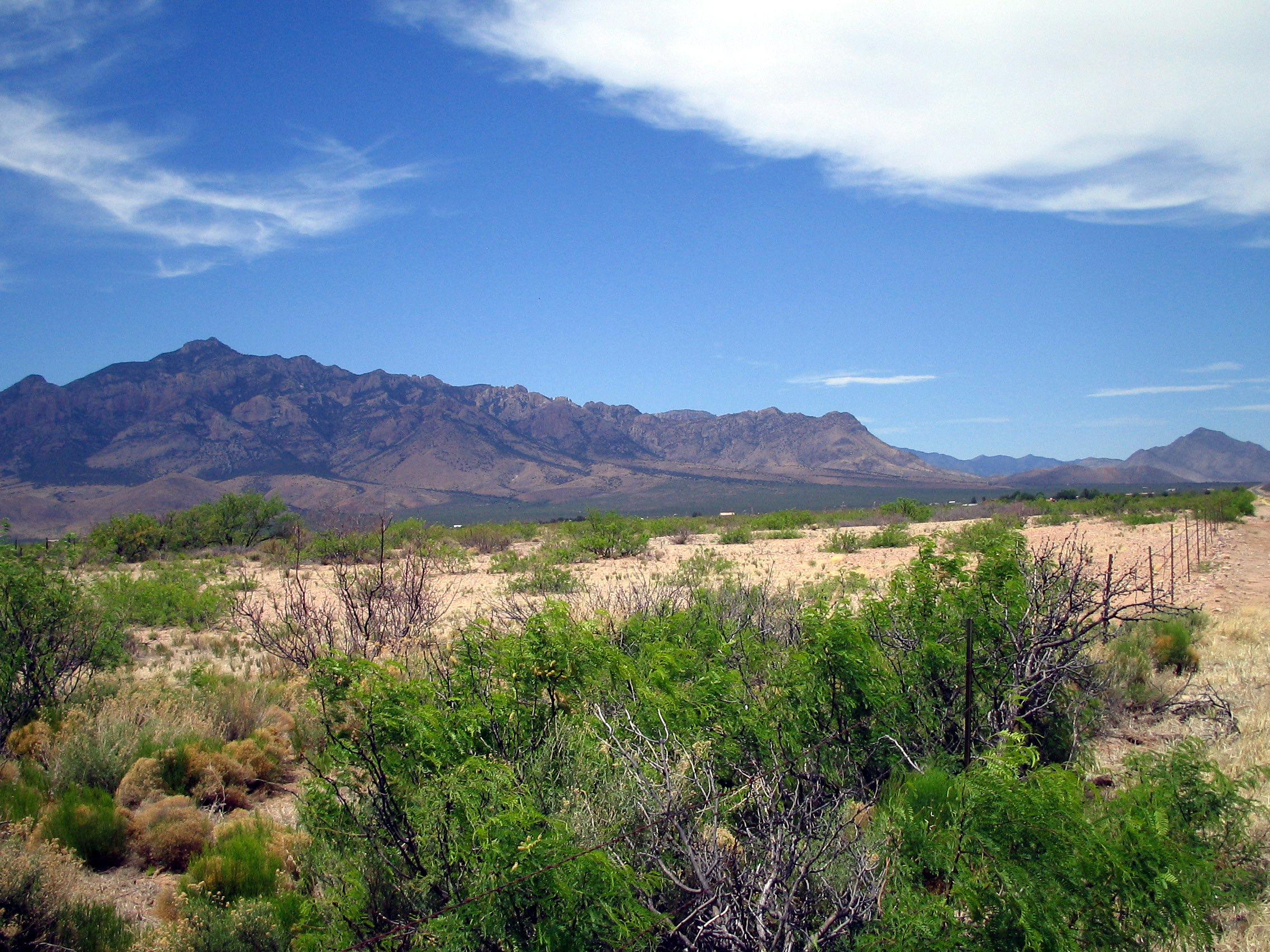
砂漠に聳えるチリカワ山脈（2,700 m）

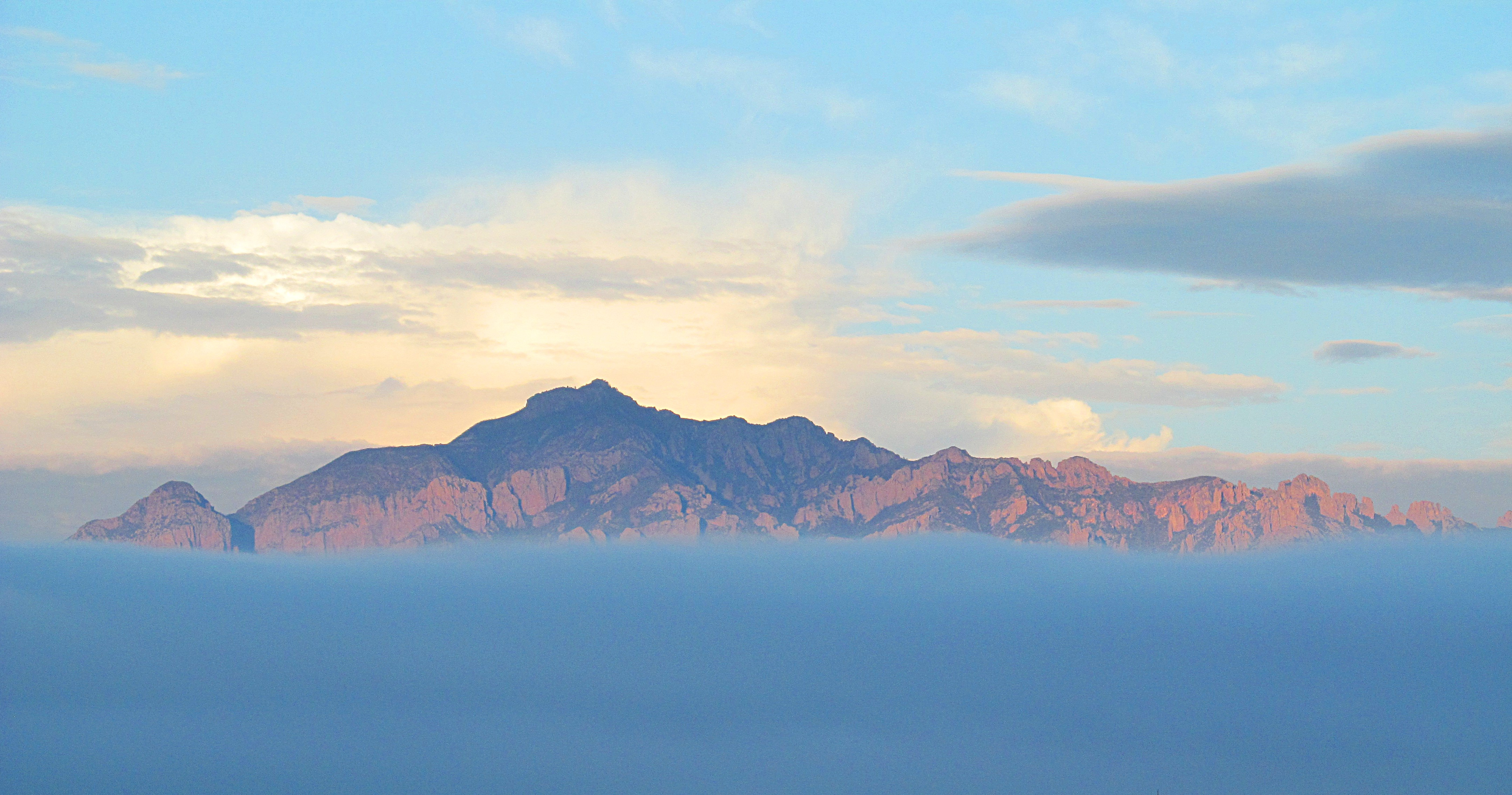
雲上に浮かぶポータル山（2,400 m）、チリカワ山脈。

スカイ・アイランド（英：sky island）とは、周囲を大幅に異なる環境に囲まれて生態的に孤立した山地である。この用語はもともとアリゾナ州とニューメキシコ州の南側国境付近に広がるものを指したが、同じように孤立した高地の森林にも拡大して用いられるようになった。アメリカ南西部は約2万年前〜1万年前の間に気温が上昇し、広大な砂漠の形成によってスカイ・アイランドが孤立した。スカイ・アイランドで見られる自然現象として、固有種・垂直移住・遺存種などがある。
スカイ・アイランドにおける種多様性の複雑な動態は生物地理学の興味を引き付け、またその生物多様性は保全生態学の関心領域でもある。スカイ・アイランドの本質的要素は他の山地からの物理的な隔絶であり、それが砂漠に囲まれた森林のような孤立した生息環境を生み出す。
孤立はこれら自然の生息環境において重大な意味を持つ。スカイ・アイランドは、最終氷期以来の気候の温暖化によって孤立した北方種のレフュジア（待避地）として機能することがある。エクアドルのガラパゴス諸島のような海上の島と同様に、局在化した動植物が種分化に向かうような例もある。

## 用語の起源
スカイ・アイランドという概念は、1943年にナット・ドッジが雑誌『アリゾナ・ハイウェイズ』の記事中で、アリゾナ州南東のチリカワ山脈について「砂漠に浮かぶ山上の島」と述べたことに由来する。やや遅れて、氷河浸食を受けていない高山地形であるカリフォルニア州シエラ・ネバダ山脈の古地形を示すのにも用いられた。
用語が広く知られるようになったのは、アリゾナ州南東部在住のウェルドン・ヘルドによる1967年の著書『Sky Island』がきっかけである。この中で彼は、チリカワ砂漠西部に位置するニューメキシコ州ロデオの町から、距離にして56 km、標高差にして1,700 mのチリカワ山脈の頂上に至るドライブについて記しながら、この概念を説明した。文中では、暑く乾燥した砂漠から草原、その後樫・松の林、松林、最後にトウヒ・ヤマナラシの森へと登っていく。彼の本はバイオームの概念に言及するが、よりライフゾーンという用語を好んで用い、またその発案者であるクリントン・ハート・メリアムの著作を参照している。 同書は、チリカワ地域の野生生物と生活条件についても説明している。
時を同じくして、山地を生態分布上の島ととらえる考え方が科学者の間に定着し、デヴィット・カメンやジョン・マクフィーのような著名な研究者が使用するようになった。この概念は島嶼生物学における研究の一分野となっており、北米大陸南西部の山岳地帯にとどまらず、世界中の山地・高地・山塊に応用することができる。

## 特徴
マドレアン・スカイ・アイランドは、おそらく世界で最も研究の進んだスカイ・アイランドである。米国のニューメキシコ州とアリゾナ州、およびメキシコのチワワ州とソノラ州にまたがったこれらの山塊は、西シエラ・マドレ山脈の北縁からコロラド高原南部に連なる鎖の結節部をなしている。米国中北部の山々のスカイ・アイランドは、特にこれらの「島々」をオクラホマ州南西部のウィチタ山脈のような平原に囲まれた山地と捉える人々の間で、しばしば列島状山脈（island ranges）と呼ばれる。

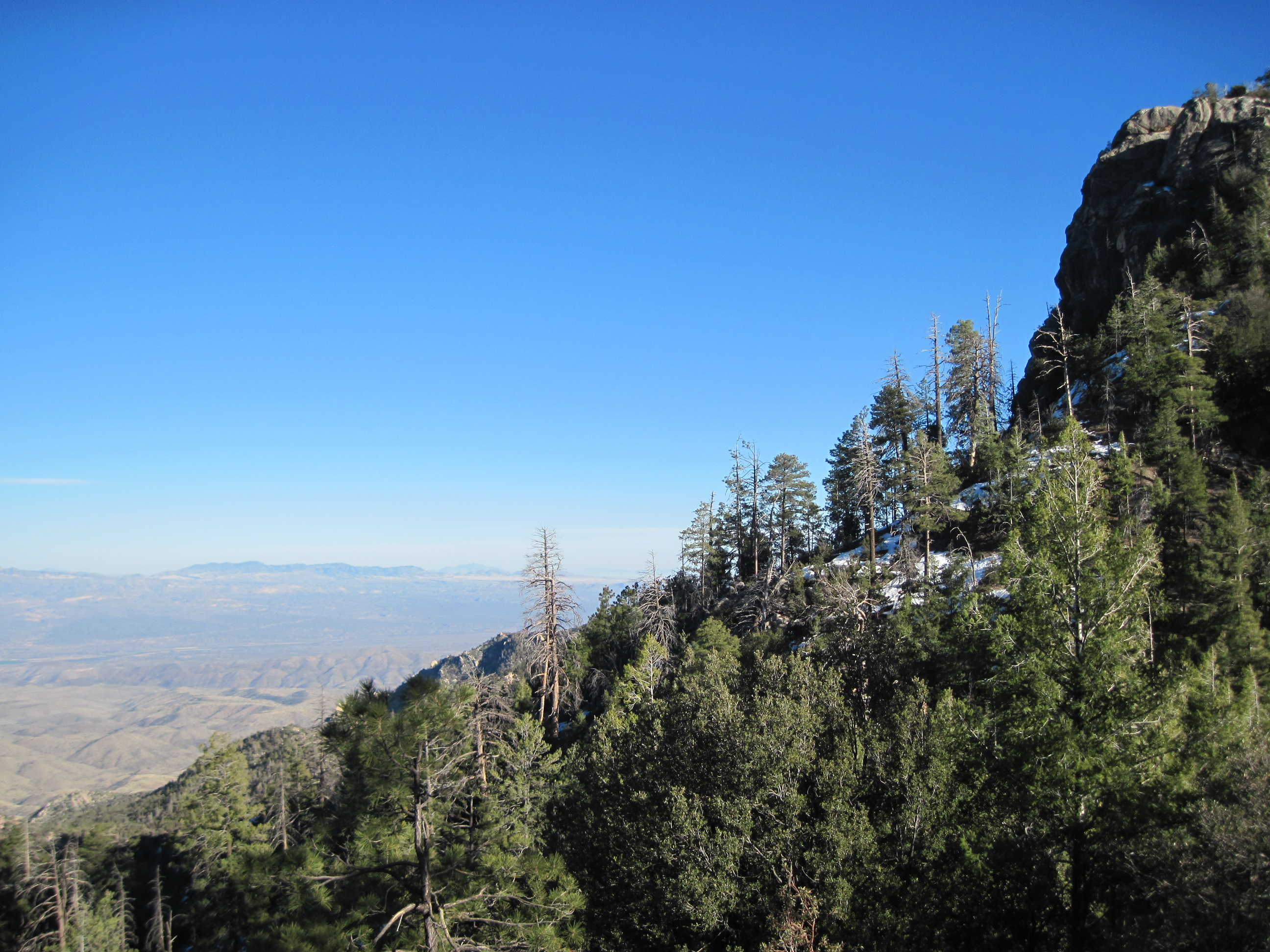
サンタ・カタリナ山脈、高度2,100 mからの眺望。手前にはマツと地表の雪が、遠方には砂漠が見える。

より北方の例としては、米国モンタナ州のクレイジー山脈、キャッスル山脈、ベアポー山脈、ハイウッド山脈、リトル・ロッキー山脈が挙げられる。これらの山脈はそれぞれ森林に覆われ、森林限界より上にツンドラと雪塊をもつが、他のいかなる山脈とも森林に覆われた稜線を共有せず、半乾燥帯的な低木の草原地帯に囲まれている。その他、北米のよく知られたスカイ・アイランドとしては、カリフォルニア州のホワイト山脈やネバダ州ラスベガス近郊のスプリング山脈などのグレートベースンの山地林がある。アメリカ＝メキシコ国境地帯のスカイ・アイランドに特徴的な要素の1つとして、類縁植物種の混合を見ることができる。すなわち高地の草木類がより高緯度の特徴を持ち、より低地の植物種は砂漠地帯や南方との結びつきをもつ。これらのスカイ・アイランドに特徴的な動植物種としては、Yucca schottii（ユッカ属）、Tamiasciurus hudsonicus grahamensis（アメリカアカリス属）、Pyrgulopsis thompsoni（ミズツボ科）、Plethodon neomexicanus（アメリカサンショウウオ属）などが存在する。
高山生物には、Sorex lyelli（トガリネズミ属）のように、明らかに生息する山地内で進化し、局地的環境に適応したものもいる。しかし、孤立した小集団は絶滅の危険に対して脆弱なためか、孤立した山岳生態系では時間とともに種数が減少する傾向があり、また生息域の孤立は新種の移入の可能性を低下させることも指摘されている。さらに、ハイイログマのようないくつかの種は、広範囲の生息地を必要とする。このクマは長らく、マドレアン・スカイ・アイランドの森林・草原や水辺などの低地に生息地をもっていたが、当地域では20世紀に絶滅した。高原と低地の生息地の間の季節的な移動は、グレートベイスンのツノウズラが行うのと同様の移住である。これらの鳥は雪がないときには標高の高いところに棲み、冬には南に移動する代わりに低地に棲むのである。
ややこしいことには、スカイ・アイランド群やその間の谷は、生物学的拡散に対する障壁としてだけでなく、移住の経路としても作用する可能性がある。マドレアン・スカイ・アイランドを利用して生息域を北方に拡大した鳥類や哺乳類の例としては、ウツクシキヌバネドリやハナジロハナグマがいる。

## 生物地理区ごとのスカイ・アイランド

### エチオピア区
- カルマドー山脈
- カメルーン高原林
- エチオピア高原
- 南アフリカ高原
- アセンション島のグリーンマウンテン
- ギニア高地
- カメルーン山とビオコ島山地林
- キリマンジャロ山
- ゴロンゴーザ山
- ルウェンゾリ山脈

### オーストラリア区
- ウィルヘルム山

### インドマラヤ区
- ファンシーパン山
- 玉山
- キナバル山
- ナマタン山
- ベトナム中部高原
- チチワンサ山脈
- 西ガーツ山脈

### 新北亜区
- アニマス山脈
- ブラック山脈
- キャピタン山脈
- チソス山脈
- サン・フランシスコ山脈
- クスカ山脈
- グレートベースン山地林
- デイヴィス山脈
- グアダルーペ山脈
- サンジャシント山脈
- マドレアン・スカイ・アイランド
- マンザーノ山脈
- モゴヨン山脈
- オスクラ山脈
- オリンピック山脈
- ペロンチージョ山脈
- クォーツ山脈
- サクラメント山脈
- サン・オーガスティン山脈
- サンディア山脈
- テーラー山
- ウィチタ山脈

### 新熱帯区
- バハ・カリフォルニア州
- ラ・ラグーナ山脈
- フアレス山脈
- サン・ペドロ・マルティル山脈
- コルディジェラ・セントラル
- テプイ
- マール山脈
- タマウリパス山脈
- ラ・コスタ山脈

### 旧北区
- アイル山脈
- アルタイ山脈
- バイカル山脈
- コーカサス山脈
- ティベスティ山脈
- 天山山脈